# Пол Масон
Пол Масон (фр. Paul Masson; 30. новембар 1874 — 30. новембар 1945) је бивши француски бициклиста, који је учествовао на првим Олимпијским играма 1896.
Масон се такмичио у три дисциплине, трци на 10 километара, спринту и трци на 333,3 метра. У свим овим дисциплинама је победио. У трци на 10 km, остварио је исти резултат као и другопласирани Леон Фламан, 17:54,2 а одлуку о победнику су донеле судије које су сматрале да је Масон кроз циљ прошао нешто испред Фламана. У најкраћој дисциплини, на 333,3 m, победио је остваривши резултат од 24.0 s. Друго место је припало Стаматиосу Николополулосу. У спринту је такође освојио злато. Деоницу од 2 km је прешао у времену 3:08:19,2 а као други кроз циљ је поново прошао Николополулос.
Након игара променио је име у Пол Носам (његово право презиме Масон написано уназад) и прешао је у професионалне бициклисте. На светском првенству професионалаца у спринту 1897. године био је трећи.
1899. је освојио треће место на националном првенству у спринту. На крају године завршио је каријеру.